# 黒丸広一
黒丸 広一（くろまる ひろかず、1964年7月24日-）は、東京都出身のプロゴルファー、実業家。身長185cm、80kg。元俳優、モデル。
俳優の黒丸良と女優の母との間に長男として誕生。両親共に双方の兄弟も映画会社・テレビ局に勤める芸能一家で育つ。俳優として活躍する親の影響もあり芸能学科へ進み、自らも18歳で芸能界入りをする。俳優としてCMや映画に出演するも、周りから親の三十五光りと言われることに反発し、22歳でモデルへ転向。
モデル業の傍ら第二次ディスコブームで沸くJ TRIP BAR六本木で黒服として働き始める。その後、J TRIP BAR苗場、MAHARAJA 麻布本店、M-CARLO、川崎KING & QUEENなどで黒服時代を過ごし、CLUB CLEO PALAZZI 社長を務める。
29歳の時、友人に誘われたゴルフで転機が訪れる。全くのゴルフ未経験者の為、友人のクラブを借りて2日間に及ぶ自主練習を行う。その3日後にコースに出るも、見事に惨敗。あまりの悔しさからハワイへ渡り、毎日欠かさず2ラウンド、練習に没頭したゴルフ生活を3年間続け技術を磨く。
その後帰国し、目黒でクラブ工房を開業。クラブチューニングの傍らスイング指導を始め、2003年〜2017年までPGA JGTO LPJAツアーコーチとしてトーナメントに参加。2004年マスターズ・2005年全米シニアオープンにコーチとして帯同。計8名のツアープロのコーチを務める等、約17年間に及びプロコーチとして活躍する。

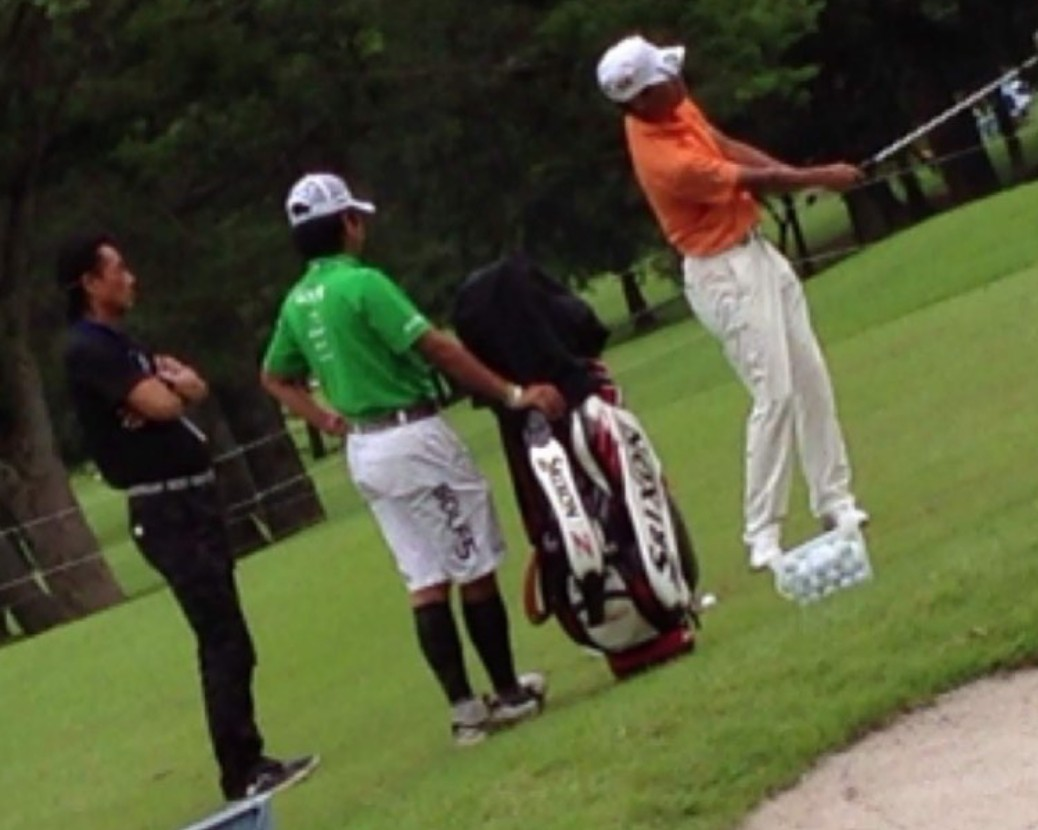
トーナメントでのスイングチェック風景

ツアーコーチを経て、現在は主にアマチュアのレッスンを展開。ゴルフ未経験者から上級者向けのレッスンの他、慢性的なイップスに悩むゴルファーへの指導・改善など幅広く活動しており、これまでに指導した人数は延10000人を超える。
また、ALBA・ゴルフダイジェストなど、ゴルフ専門誌の特集ページや、DVD・ネットTV等で現在もレッスンを行っている。